# Daniel Xuereb
Daniel Xuereb (Gardanne, 22 mei 1959) is een voormalig profvoetballer uit Frankrijk, die speelde als aanvaller. Hij was na zijn actieve loopbaan kortstondig actief als voetbaltrainer.

## Clubcarrière
Xuereb begon zijn professionele carrière bij Olympique Lyon, waarna hij in de zomer van 1981 overstapte naar RC Lens. Daarna kwam de spits uit voor achtereenvolgens Paris Saint-Germain, Montpellier HSC en Olympique Marseille. Hij beëindigde zijn loopbaan in 1993 bij SC Toulon Var.

## Interlandcarrière
Xuereb speelde acht interlands (één doelpunt) voor Frankrijk in de periode 1981-1989. Onder leiding van bondscoach Michel Hidalgo maakte hij zijn debuut voor Les Bleus op 18 februari 1981 in de vriendschappelijke uitwedstrijd tegen Spanje (1-0), net als doelman Jean Castaneda (AS Saint-Étienne). Hij viel in dat duel na 45 minuten in voor Bruno Baronchelli (FC Nantes). Frankrijk verloor die wedstrijd in Madrid met 1-0 door een treffer van Juanito in de 86ste minuut. Xuereb nam met zijn vaderland deel aan de WK-eindronde (1986) in Mexico.

## Olympische Spelen
Met het Frans olympisch voetbalelftal won Xuereb in 1984 de gouden medaille bij de Olympische Spelen van Los Angeles. Xuereb groeide bij dat toernooi uit tot topscorer met vijf treffers, een eer die hij moest delen met de Joegoslaven Borislav Cvetković en Stjepan Deverić. Hij nam in de finale, op 11 augustus in de Rose Bowl, het tweede en laatste doelpunt voor zijn rekening tegen Brazilië, nadat François Brisson de ploeg van bondscoach Henri Michel op een 1-0-voorsprong had gezet.

## Erelijst
Montpellier HSC
- Coupe de France

1990
 Olympique de Marseille
- Division 1

1992
 Frankrijk
- Olympische Spelen

1984